# Péonga
Péonga è un arrondissement del Benin situato nella città di Kalalé (dipartimento di Borgou) con 14.095 abitanti (dato 2006).